# Люшня
Лю́шня (алб. Lushnjë) — місто в Центральній Албанії в префектурі Фієрі, центр однойменного округу.

## Історія

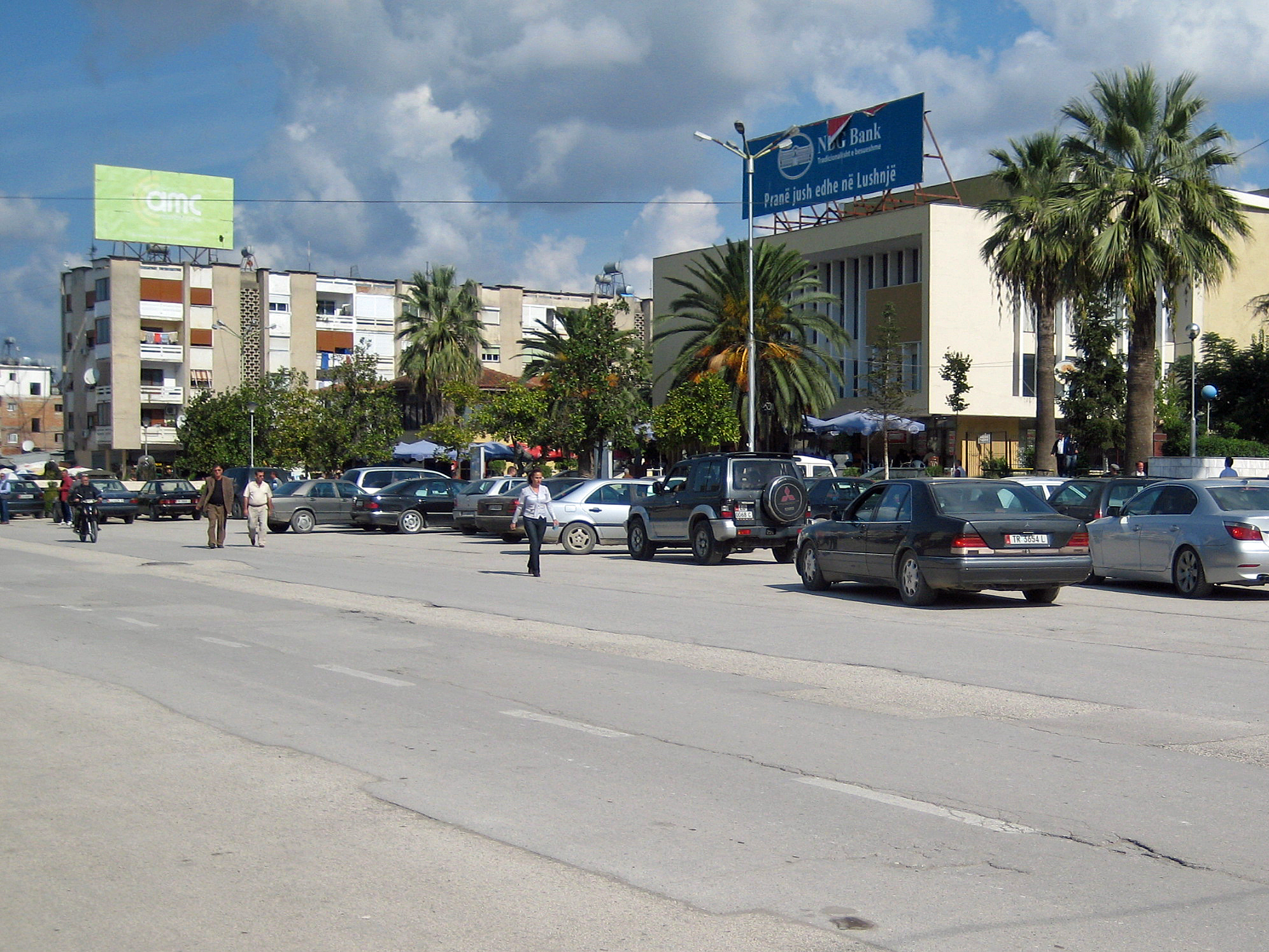
Центр міста

Місто було засноване в османську добу на дорозі з Берата в Дуррес знатною жінкою на ім'я Салюша. Багато стариків досі називають місто Салюша.
У 1920 році голови кланів зібралися в Люшні на збори, і місто було тимчасовою столицею Албанії до її переносу до Тирани.

## Відомі особистості
В місті народились:
- Маргарита Ксепа (* 1932) — албанська акторка театру і кіно.
- Лулі Бітрі (* 1976) — албанська кіноакторка.
- Ваче Зела (1939—2014) — албанська співачка та авторка пісень.